# Storfosna
Storfosna est une île habitée de la commune de Ørland , en mer de Norvège dans le comté de Trøndelag en Norvège.

## Description
L'île de 11 km2 est situé entre les îles de Kråkvåg et Garten au nord de l'embouchure du Trondheimsfjord. Le quartier traditionnel de Fosen porte le nom de cette île. Il y a une grande population de cerfs sur l'île.
L'île est reliée à l'île de Kråkvåg par une chaussée et un pont, et est reliée à Garten (et au continent) par un car-ferry. Storfosna Church (en) est située sur l'île.

## Galerie

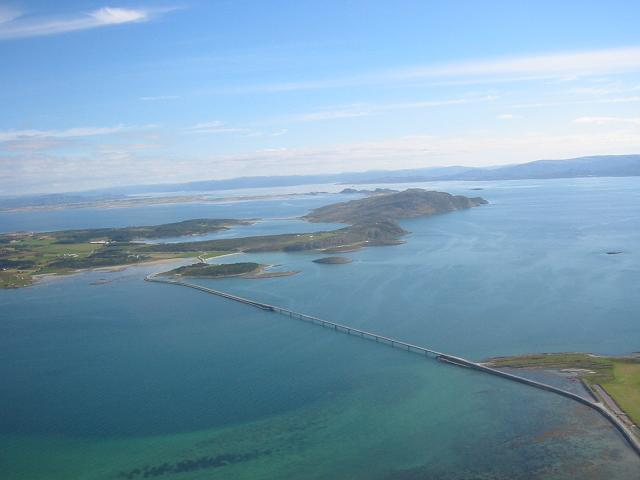
Pont de Kråkvåg reliant les îles de Storfosna et Kråkvåg.
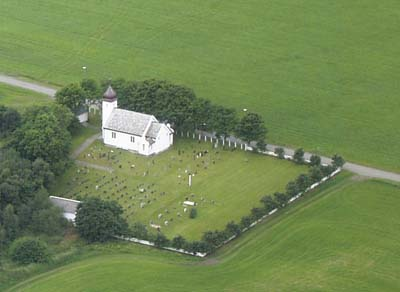
Église de Storfosna.